# 365 дней (фильм)
365 дней (пол. 365 Dni) — эротический фильм 2020 года режиссёров Барбары Бяловонс и Томаша Мандеса.

## Сюжет
После гибели отца — главаря преступной банды, его сын Массимо становится новым главарём и вынужден взять на себя обязанности. Лаура Бель — успешный директор по продажам в роскошном отеле, летит с женихом и друзьями в Сицилию, где Массимо её и похищает. Он даёт Лауре 365 дней, чтобы она его полюбила.
Изначально настроенная против Массимо, Лаура, в течение фильма, пытается сопротивляться и бежать из заточения. Но по итогу жизнь с Массимо начинает играть для неё новыми красками, и похититель в её глазах постепенно становится мужчиной её мечты.
В финальной сцене фильма Лаура таинственным образом исчезает, что оставляет зрителя один на один с загадкой о её дальнейшей судьбе.

## В ролях
- Микеле Морроне — Массимо Торичелли, главарь преступной банды
- Анна-Мария Секлюцкая — Лаура Бель, менеджер отеля
- Магдалена Лампарская — Ольга, лучшая подруга Лауры
- Гражина Шаполовская — Клара Бель, мать Лауры
- Наташа Урбаньская[пол.] — Анна, бывшая девушка Массимо

## Критика
Критики сочли, что фильм имеет схожесть с другой эротической драмой «Пятьдесят оттенков серого», но всё же дали высокую оценку за смелые сцены секса. Фильм критиковали за романтизацию похищения людей и изнасилования. На веб-сайте агрегатора обзоров Rotten Tomatoes фильм имеет рейтинг утверждения 0 % на основе 14 отзывов. Фильм входил в тройку наиболее просматриваемых материалов на Netflix в ряде стран.